# Onychopterocheilus flaviventris
Onychopterocheilus flaviventris är en stekelart som beskrevs av Gusenleitner 1991. Onychopterocheilus flaviventris ingår i släktet Onychopterocheilus och familjen Eumenidae. Inga underarter finns listade i Catalogue of Life.